# أندريا كونجريفز
أندريا كونجريفز (بالإنجليزية: Andrea Congreaves) مواليد 3 يونيو 1970 في سري، إنجلترا، هي لاعبة كرة سلة بريطانية سابقة. بدأت مسيرتها الاحترافية في سنة 1997. تم اختيارها من قبل فريق شارلوت ستينغ خلال الدرافت. لعبت في دوري الاتحاد الوطني لكرة السلة النسائية كلاعب وسط. يبلغ طولها 6 قدم 4 بوصة (1.9 م). حققت المركز الثالث في دورة ألعاب الكومنولث 2006. اعتزلت اللعب في 2011.

## المسيرة الاحترافية
لعبت مع شارلوت ستينغ في موسم 1997–1998، ثم لعبت مع أورلاندو ميريكل في سنة 1999، ثم لعبت مع نادي بورجيز لكرة السلة للسيدات في موسم 1999–2000، ثم لعبت مع ليبرتاس تروجيلوس في موسم 2000–2001، ثم لعبت مع كناريا في موسم 2001–2002، ثم لعبت مع برشلونة من سنة 2002 إلى 2004، ثم لعبت مع ألساندريا في موسم 2004–2005.

## الميداليات
| الميدالية | المسابقة                  |
| --------- | ------------------------- |
| برونزية   | دورة ألعاب الكومنولث 2006 |

## روابط خارجية
- أندريا كونجريفز على موقع الاتحاد الدولي لكرة السلة (الإنجليزية)
- أندريا كونجريفز على موقع الاتحاد الوطني لكرة السلة النسائية (الإنجليزية)
- أندريا كونجريفز على موقع كرة السلة الأوروبية.كوم (الإنجليزية)
- أندريا كونجريفز على موقع كلية كرة السلة في سبورتس رفرنس.كوم (الإنجليزية)
- أندريا كونجريفز على موقع بروبوليرز (الإنجليزية)
- أندريا كونجريفز على موقع سبورتس رفرنس (الإنجليزية)
- أندريا كونجريفز على موقع اتحاد ألعاب الكومنولث (مؤرشف) (الإنجليزية)
- أندريا كونجريفز على موقع دورة ألعاب الكومنولث 2006 (مؤرشف) (الإنجليزية)